# 剿匪
剿匪，即清剿土匪。由于中国人口众多，山川各异，历朝历代都有大量所謂土匪：這裡的“土匪”有時指的是真正的殺人越貨、佔山為王的落草之草寇；有時是被政治軍事對手贬称為土匪。對於前者，一般来说，在政治清明时期匪患较少，而動亂时匪患则大。

## 清朝的“剿匪”
清朝入关后，有大批反清復明志士開始在滇黔地區、東南沿海持續反抗滿洲人的民族征服：在滇黔山區的反清復明軍隊被清廷稱為土賊，在東南沿海的被稱為海寇。清廷對李定國的持續攻擊和茅麓山的圍攻以及海禁就被稱為所謂“剿匪”。
到了晚清，由漢地農民組成的太平天國起義反抗清朝統治，被清朝視亂匪、流寇，不斷全力剿滅，曾國藩等大員多次稱平定太平天國為“剿匪”，而太平天國多被貶稱為“粵匪”、“長毛賊”等類似字眼。另外，同時起義的捻軍亦被稱為“捻匪”，朝廷亦把其當作山匪處理，全力圍剿。

## 中華民國的「剿匪」

### 赤匪
國民革命軍北伐後，由中國國民黨執政的中華民國國民政府，視當時在南方擁兵自重、割據山區的中國共產黨為匪幫（最常出現的用法為「赤匪」或「共匪」）。蔣中正對中國共產黨領導之中國工農紅軍發動大規模「圍剿」。當時，圍剿中國共產黨的軍事行動稱為「剿匪」或「剿共」。1931年5月12日，蔣向國民會議提出《剿滅赤匪報告案》，指出：「國民政府與全國人民當前最急要之工作，亦莫過於撲滅赤匪……近年以來，受赤匪荼毒最烈而最慘者，厥惟江西與湖南，而湖北次之。今試即就贛、湘二省有形之損失言之，其統計已至堪驚人，江西人民被匪慘殺者約十八萬六千人，難民之流亡者約二百十萬人，各縣被匪焚燬之民房約十萬餘棟，財產之損失約六萬萬元……以各地受匪殘害之種種事實言之，赤匪之存在與蔓延，不惟于中國民族生存與發展不能相容，且於全國人民各個人之生命與生計不能並立……赤匪不僅使吾全國人民受物質上之有形損害，其處心積慮所蓄之陰謀，乃在於赤色帝國主義卵翼之下，直接利用青年男女農民工人，以破滅吾國之社會基礎與經濟基礎，而間接亦即所以破滅青年男女農民工人自身之生命。蓋吾國之社會基礎為家庭，而家庭之新生命即為青年男女，設匪一方利用青年好奇心理之弱點，煽惑青年男女為種種反叛家庭之慘害舉動，而社會唯一基礎之家庭為所破壞矣。他方更乘青年血氣未定之弱點，誘使一般青年男女自由縱欲，則家庭之新生命又為所戕賊矣。若使此種破滅社會基礎之禍患未除，則中國民族非至滅種不止」。
一系列以「剿匪」為名的軍事單位，如「剿匪總司令部」等，在兩次國共內戰時期使用，並持續使用到1949年中國國民黨因第二次國共內戰失利退守臺灣後，直至中華民國政府結束動員戡亂。第二次國共内戰开始后，中国共产党对在东北地区消灭国民政府支持的地方武装、杂牌军的军事行动，亦称之剿匪。

### 白匪
与国民政府将共产党视为赤匪相对应的，苏维埃政府也将蒋介石与国民政府视为蒋匪、白匪、白狗子、蒋帮，并在建政以后延续了剿匪政策。

## 中华人民共和国的「剿匪」
中华人民共和国建国后，于1950年3月16日开始动员150万军队圍剿土匪（大部分是抵抗共產黨而未撤退到臺灣的中華民國國軍游擊隊，還有部分是不服從共產黨政策的鄉紳），剿匪和鎮反運動是一明一暗的行動，前者針對公開的武裝反抗中共的群體，後者針對所謂敵特反壞右等黑五類分子。